# Djéfatou
Djéfatou est un village du Cameroun situé dans la Région du Nord et le département de la Bénoué. Il dépend administrativement de la commune de Ngong et de l’arrondissement de Tcheboa, et, au niveau de la chefferie traditionnelle, du lamidat de Tcheboa.

Institutions. 
Djefatou est doté d'un établissement primaire public et une école maternelle publique. 
Il est également doté d'un centre de santé. Le marché hebdomadaire de djefatou a lieu chaque jeudi. 

Dans cette localité, l'on trouve également des bars, restaurants, hoberges. 
Dans la même localité est placé le dernier péage avant d'arriver à Garoua chef-lieu de la région. 

## Population
Lors du recensement de 2005, 1550 habitants y ont été dénombrés.
La population est constituée de Massa, Laka, Toupouri, Mafa, Lamé, Moufou, Guidar, etc. 